# محطة قطار تين إبراهيم
'محطة تين برهيم'، هي محطة قطار سابقة في السكة الحديدية الجزائرية تقع في بلدية الخيثر، في ولاية البيض.

## التموقع في السكة الحديدية
تقع المحطة على ارتفاع  1 054,550 متر فوق مستوى سطح البحر، عند نقطة الكيلومترية (PK) 285,900 من خط وهران – القنادسة [الفرنسية] حيث يسبقها محطة مصباح القديمة ويتبعها محطة حاسي المداني القديمة.

## تاريخ
وُضعت المحطة في الخدمة في 27 سبتمبر 1881 عندما افتتح قسم مصباح –  كريدر  من الخط الضيق القديم الذي يبلغ طوله 1055 مليمتر من وهران إلى القنادسة، حيث كانت متقدمة من محطة مصباح وتتبعها محطة حاسي المداني.

### روابط خارجية
- "SNTF". Société nationale des transports ferroviaires (SNTF). مؤرشف من الأصل في 2025-05-05..